# Пицхелаури, Лаура Георгиевна
Лау́ра Гео́ргиевна Пицхелау́ри  (11 августа 1982, Ленинград, СССР) — российская актриса театра и кино.

## Биография
Родилась 11 августа 1982 года, дочь актёра Георгия Пицхелаури, внучка известных артистов балета Аллы Ивановны Ким и Шалвы Георгиевича Лаури.
В 2004 году окончила Санкт-Петербургскую Академию театрального искусства (курс В. Б. Пази) и в этом же году была принята в труппу Театра имени Ленсовета. Дебютировала в роли До в спектакле «Маленькая девочка» (постановка В. Пази), но ещё до этого участвовала в спектакле Малой сцены «Старший сын», поставленном Юрием Бутусовым, где сыграла роль Нины.
Одна из ведущих актрис театра. На её счету главные роли в значимых постановках, таких как «Макбет. Кино» и «Три сестры». Исполнение актрисой роли леди Макбет высоко оценено критиками («Сердце и мозг „Макбет. Кино“ — Леди Макбет в исполнении Лауры Пицхелаури. Без неё не было бы ни этого спектакля, ни этой истории».).
Кроме того, актриса снялась более чем в 10 фильмах, включая фильм Константина Лопушанского «Гадкие лебеди» по повести братьев Стругацких, где сыграла одну из главных ролей.

## Творчество

### Роли в театре им. Ленсовета
- Маленькая девочка (Н. Берберова, реж. В. Пази) — До
- Старший сын (А. Вампилов, реж. Ю. Бутусов) — Нина
- Кабаре (Джон Кaндер, Фрэд Эбб, реж. В. Пази) — Танцовщица
- Кровать для троих (М. Павич, реж. В. Петров.) — Дочь Лилит и Адама
- Владимирская площадь (А. Журбин, В. Вербин; реж. В. Пази) — Цыганка
- Испанская баллада (Л. Фейхтвангер, реж. Г. Стрелков) — Ракель
- Мавр (У. Шекспир, Г. Стрелков; реж. Г. Стрелков) — Дездемона
- Мера за меру (У. Шекспир, реж. В. Сенин) — Изабелла
- Поживем-увидим! (Б. Шоу, реж. В. Пази)
- Приглашение в замок (Ж. Ануй, реж. В. Пази) — Изабелла
- Фокусник из Люблина (И. Зингер, А. Нордштрем; реж. А. Нордштрем) — Галина
- Фредерик, или Бульвар преступлений (Э.-Э. Шмитт, реж. В. Пази) — Береника
- С рождеством, мистер Россман («Америка 2») (Б. Срблянович, реж. П. Шерешевский) — Ирина
- Макбет. Кино. (У. Шекспир, реж. Ю. Бутусов) — леди Макбет
- Три сестры (А. Чехов, Ю. Бутусов) — Ирина
- Все мы прекрасные люди (И. Тургенев, реж. Ю. Бутусов) — Верочка
- Сон об осени (Ю. Фоссе, реж. Ю. Бутусов) — Мать
- Гамлет (У. Шекспир, реж. Ю. Бутусов) — Гамлет
- В лучах (А. Палыга, реж. Анджей Бубень) — Мария Склодовская-Кюри, моноспектакль

### Фильмография
- 2004 — Ментовские войны (сериал) — Вика Тигрёнок
- 2005 — Убойная сила (сезон 6) (фильм № 4 Благие намерения— Юля Виригина
- 2006 — Поцелуй бабочки — Лже-Ли
- 2006 — Гадкие лебеди — Диана
- 2006 — Контора (сериал) — Несси
- 2010 — Гончие (сериал) . Третий сезон: «Братство Народов» — Тереза
- 2011 — Анис дель Торо
- 2014 — Морские дьяволы. Смерч-2 (сериал) — Джейн Мур, агент ФБР
- 2016 — Бедные люди — Татьяна
- 2017 — Личность не установлена — Света
- 2019 — Триада — Глаша
- 2021 — Земное притяжение — Джахан
- 2021 — Чиновница — Яна
- 2021 — Триада 2 — Глаша
- 2026 — Вампиры средней полосы 3 — Отшельница

## Награды
В 2013—2014 годах — номинации на премии «Золотой Софит» и «Золотая Маска», лауреат независимой театральной премии «Бронзовый Лев Петербурга» за 2012 год (все — за роль леди Макбет, спектакль «Макбет. Кино»).
2019 год — номинация на премию «Золотая Маска» за роль Гамлета в спектакле «Гамлет» театра им. Ленсовета.
2019 — Международная премия Станиславского
Обладатель Гран-при XIV фестиваля «Монокль» за исполнение роли в спектакле «В лучах» (2024).

## Личная жизнь
В начале 2000-х она влюбилась в режиссера Дмитрия Месхиева. Постановщик к этому времени уже был женат и слыл ловеласом. Слухи вкупе с возрастом (мужчина оказался старше на 19 лет) не послужили помехой для пары. Свадьбу сыграли в 2005 году в петербургском ресторане «Пурга», куда пригласили друзей, среди которых оказались Сергей Гармаш и Анна Михалкова.
Спустя полтора года Пицхелаури ушла к другому. Новым избранником выступил бизнесмен Юрий, он старше артистки на 15 лет. В интервью Лаура поделилась, что муж — творческий человек, обладающий гуманитарным сознанием.
Вскоре появился первенец — сын Яков, а через 6 лет родилась дочь Софико. К сожалению, сразу после рождения девочки пара рассталась. В беседе с журналистами Пицхелаури рассказывала, что причина кроется в непростом характере, отказе приручаться. «Только дети имеют надо мной власть», — признавалась знаменитость. Дружеские отношения экс-супругам удалось сохранить ради наследников.

## Интервью
- Вера Николаева. «Интервью с Лаурой ПИЦХЕЛАУРИ» Архивная копия от 25 августа 2016 на Wayback Machine «Зрительный ряд» № 4, 1-15 марта 2008 года
- Яна. Чичина. «Лаура Пицхелаури: „Я люблю сумасшедшую свободу и бутусовский воздух“» Архивная копия от 30 декабря 2016 на Wayback Machine журнал Ленсов. art № 02, май 2013
- Вера Николаева. «Лаура Пицхелаури: „Если ты хочешь что-то изменить – меняй“» Архивная копия от 1 февраля 2018 на Wayback Machine  timeout, 20.02.2014
- Дмитрий Щеголев. «Лаура Пицхелаури Уроки танца» Архивная копия от 1 февраля 2018 на Wayback Machine «Fly Red Wings», 2016, № 8

## Пресса
- Ксения Ярош. "Трагическая агрессия Лауры Пицхелаури" Архивная копия от 1 февраля 2018 на Wayback Machine «Невский театрал», 2014. № 6-7 (09)